# Доцибилис I

Герцогство Гаэта и сопредельные территории

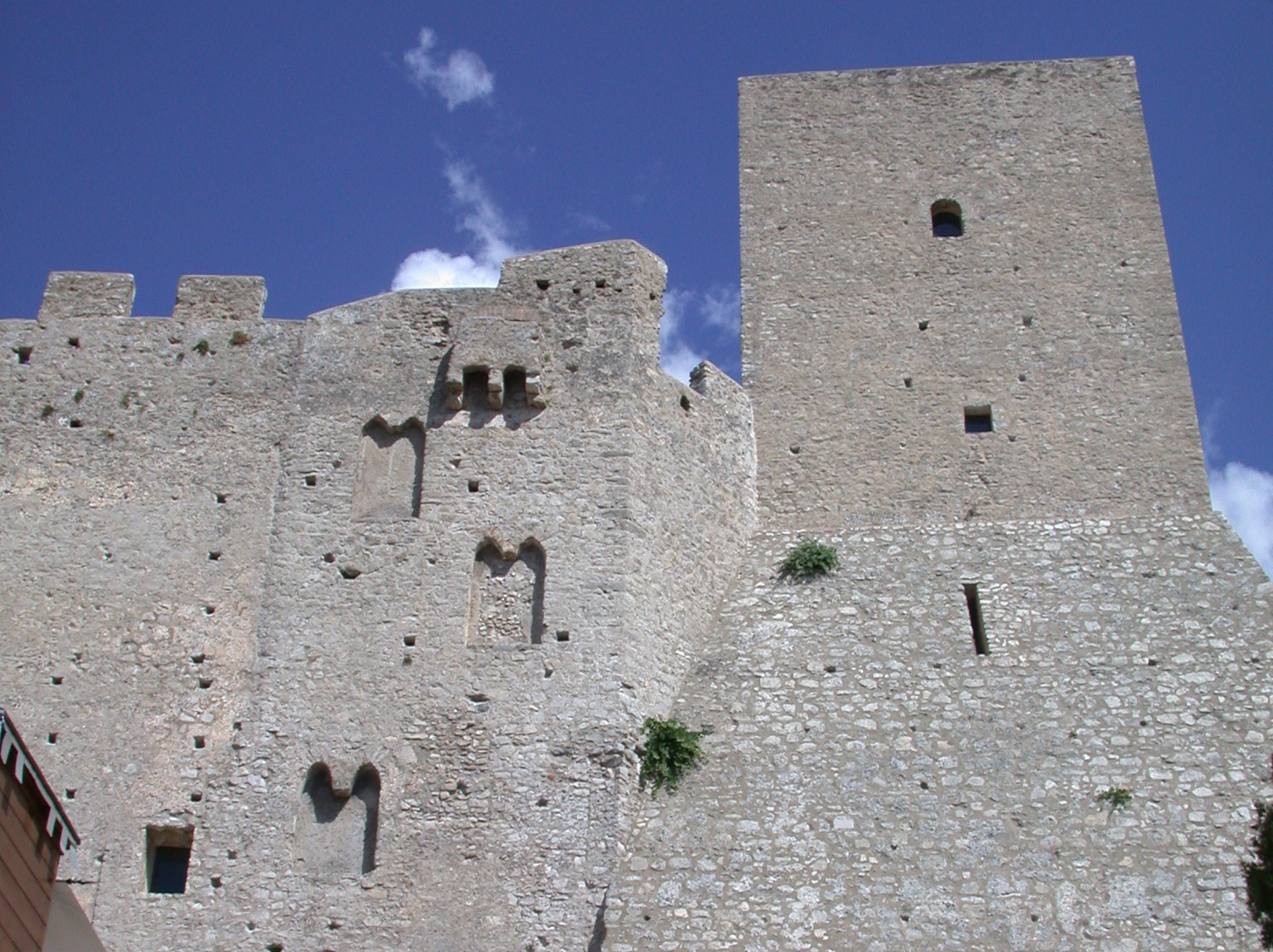
Квадратная башня крепости в Итри, якобы, построенная по приказу Доцибилиса I

Доцибилис I (лат. Docibilis I, итал. Docibile I; умер не позднее 914) — правитель Гаэтанского герцогства с 866 или 867 года.

## Биография
Доцибилис I упоминается в нескольких средневековых исторических источниках, в том числе, в «Истории лангобардов Беневенто» Эрхемперта, «Хронике монастыря Монтекассино» и «Салернской хронике», а также в посланиях папы римского Иоанна VIII и сборнике «Codex diplomaticus cajetanus» (собрании относящихся к Гаэте документов из архива Монтекассино).
О происхождении и ранних годах жизни Доцибилиса I сведений не сохранилось. Высказывается мнение, что он мог быть связан родственными узами с семьёй правителей Неаполитанского герцогства, но достоверные подтверждения такого предположения в средневековых источниках отсутствуют. Первые свидетельства о Доцибилисе I в современных ему документах относятся к октябрю 867 года, когда в одной из хартий он был назван префектом (градоначальником) Гаэты, города, входившего в состав итальянских владений Византии. Предыдущие правители Гаэты, Константин и Марин I, правили ещё в 866 году, и на этом основании предполагается, что Доцибилис I мог захватить власть над городом вооружённым путём. Возможно, что свержение Константина и Марина I произошло при содействии неаполитанцев, намеревавшихся восстановить утерянный ими ранее контроль над Гаэтой. Стремясь легитимизировать свою власть, Доцибилис I женился на представительнице местной знати Матроне, которую ряд медиевистов считает дочерью Бона, брата ипата Константина.
Правление Доцибилиса I пришлось на время войн, ведшихся между христианами и мусульманами за власть над Апеннинским полуостровом. После получения власти Доцибилис I лично активно участвовал в военных действиях против Аглабидов, но в 870 году попал в плен к сарацинам и получил свободу только при помощи амальфитанцев. В награду за освобождение правитель Гаэты должен был заключить с мусульманами мирный договор, из-за отказа разорвать который папа римский Иоанн VIII в 872 или 873 году отлучил его от церкви. Тогда же отлучению подвергся и вступивший в союз с арабами герцог Неаполя Сергий II.
Иоанн VIII ещё несколько раз предпринимал попытки заручиться поддержкой Доцибилиса I в борьбе с сарацинами, и, по некоторым данным, в 874 году даже передал тому власть над городами Траетто (современный Минтурно) и Фонди. Однако все усилия папы римского заставить правителя Гаэты разорвать союз с мусульманами оказались безрезультатными. Не помогла и совершённая в 876 году Иоанном VIII поездка в Кампанию, во время которой в поддержку предложения папы римского о войне с Аглабидами выступили только амальфитанцы и капуанцы. Гаэтанцы же не только не разорвали союз с сарацинами, но в том же году вместе с арабами некоторое время держали в блокаде Рим. Только в июне 877 года на переговорах в Траетто Иоанну VIII удалось добиться от правителей Салерно, Капуи, Неаполя, Гаэты и Амальфи согласия начать военные действия против арабов. Однако это антимусульманское объединение итальянских владетелей, для поддержания которого папа римский выделял значительные денежные средства, просуществовало очень недолго: уже в конце 879 года Иоанн VIII был вынужден угрожать правителям Амальфи, Неаполя и Гаэты отлучением от церкви, если они не разорвут свои союзы с сарацинами.
В 877 году Доцибилис I упоминается уже как ипат. Вероятно, к тому времени правитель Гаэты уже добился значительной автономии своих владений от власти византийских императоров. Это дало возможность Доцибилису I в том же году по примеру своих предшественников назначить сына Иоанна соправителем. Таким образом, в Гаэте был окончательно установлен наследственный способ передачи власти, позволивший потомкам Доцибилиса I править городом до 1032 года. Последним герцогом Гаэты из основанной Доцибилисом I династии был Иоанн V .
К 879 году относится новый конфликт между Доцибилисом I и Иоанном VIII. Поводом к нему послужила поддержка, которую папа римский после смерти Ландульфа II оказал Панденульфу в борьбе за власть над Капуанским княжеством. Доцибилис же поддержал Ландо III, другого претендента на княжеский престол. Чтобы побудить Панденульфа начать военные действия против Доцибилиса I, Иоанн VIII в 880 или 881 году даровал тому право на некоторые из земель Гаэтанского герцогства, в том числе на Траетто и Фонди. Во время этой войны Панденульф несколько раз вторгался во владения Доцибилиса I и захватил принадлежавшую тому Формию. В ответ правитель Гаэты, получив войско от живших в Агрополи сарацин, не только быстро возвратил все отторгнутые у него земли, но и сам стал нападать на владения своих врагов. Однако Доцибилис I не смог добиться большего, так как нанятые им сарацины обратили оружие против самих гаэтанцев и в бою вблизи города убили многих из подданных ипата. Только после того как Дицибилис I выделил арабам для проживания земли на берегу реки Гарильяно, он смог заключить мир со своими бывшими союзниками. Военные действия между Доцибилисом I и Панденульфом продолжались до 882 года, когда Иоанн VIII сам приехал в Гаэту и лично договорился с ипатом о мире. Согласно условиям договора, Доцибилис признавал Панденульфа законным князем Капуи и обязывался отказаться от союза с сарацинами. В одном из средневековых документов упоминается, что Доцибилис I также признал себя вассалом Святого Престола, но достоверные подтверждения такого решения правителя Гаэты в других источниках отсутствуют.
После смерти Иоанна VIII в 882 году Доцибилис I отказался от дальнейшего исполнения договора, и в 887 и 903 годах нанимал к себе на службу отряды наёмников-сарацин. В первом случае гаэтанское войско потерпело поражение от капуанцев, а во втором случае Доцибилису I удалось одержать победу над возглавлявшимся Атенульфом I соединённым войском Капуи, Беневенто, Неаполя и Амальфи.
Стремясь укрепить своё влияние в Центральной Италии, Доцибилис I выдал своих дочерей от брака с Матроной за представителей местной знати: Мегалу за Родгиперта из Аквино, а Евфимию за префекта Стефана, сына герцога Неаполя Григория IV. В документах сообщается, что у Доцибилиса I были ещё две дочери, Бона и Мария, а также два сына, префект Лев и Анатолий, в 906—924 годах бывший герцогом Террачины.
К 890 году относится последнее упоминание ипата Гаэты как ректора принадлежавшего Святому Престолу Гаэтанского патримония. Вероятно, к тому времени эти территории уже были полностью интегрированы Доцибилисом I в состав его владений и папы римские полностью утратили над ними контроль.
В последний раз Доцибилис I упоминается в современных ему источниках в 906 году. Тогда по повелению правителя Гаэты было составлено завещание, в котором перечислены его распоряжения относительно имевшегося у него движимого и недвижимого имущества. Часть этих средств Доцибилис I завещал своим детям, часть передавал различным церквям и монастырям. По некоторым предположениям, в том же году правитель Гаэты мог отказаться от власти и принять духовный сан. Неизвестно, когда скончался Доцибилис I, но достоверно известно, что в 914 году его уже не было в живых. Преемником Доцибилиса I в Гаэте был его старший сын Иоанн I, разделивший власть со своим сыном Доцибилисом II.
Доцибилис I — наиболее известный из правителей Гаэты IX века. Он вёл в городе большое строительство, в том числе, начал возведение большого дворца, частично сохранившегося до нашего времени. При Доцибилисе I было начато и строительство стен вокруг Гаэты. Вероятно, к тому же времени относится и значительное расширение города, к началу X века ставшего одним из крупнейших торговых портов на итальянском побережье Тирренского моря. В документах того времени сообщается, что купцы из Гаэты вели торговлю не только с христианскими странами Средиземноморья, но и с жившими в Северной Африке и на Сицилии арабами.